# Крістофер Бойко
Крістофер Аллан Бойко (англ. Christopher Allan Boyko; народився 10 жовтня 1954), —  окружний суддя окружного суду Сполучених Штатів для Північного округу Огайо.

## Освіта і кар'єра
Народився в Клівленді, штат Огайо, Бойко -з другого покоління українських американців. Він отримав ступінь бакалавра мистецтв в Маунт Юніон коледжі в 1976 році і доктора юріспунденції(Juris Doctor) в Клівленд–Маршаллському юридичному коледжі Клівлендського державного університету в 1979 році. Був у приватній практиці в Пармі, Огайо, з 1979 по 1993 роки працював на місто Парма як помічник прокурора з 1981 по 1987 рік, і як прокурор та директор права з 1987 по 1993 рік. Він був суддею пармського міського суду в 1993 році, і був виконавчим віце-президентом і головним юрисконсультом для копіювання Америки, Inc. з 1994 по 1995 рік. Він був суддею в суді загальної юрисдикції округу Каяхога-Каунті з 1996 по 2004 рік.

## Федеральна судова служба
22 липня 2004 року Бойко був призначений Президентом Джорджем В. Бушем, на місце в окружний суд Сполучених Штатів для Північного округу Огайо . Бойко був затверджений Сенатом США 21 листопада 2004 року, і зайняв свою посаду 3 січня 2005.